# Diplostix newtoni
Diplostix newtoni är en skalbaggsart som beskrevs av Vienna 2007. Diplostix newtoni ingår i släktet Diplostix och familjen stumpbaggar. Inga underarter finns listade i Catalogue of Life.